# Deudorix agimar
Deudorix agimar är en fjärilsart som beskrevs av Hans Fruhstorfer 1908. Deudorix agimar ingår i släktet Deudorix och familjen juvelvingar. Inga underarter finns listade i Catalogue of Life.